# Liste der Nominierten und Träger des Preises As d’Or – Jeu de l’Année

Logo As d’Or – Jeu de l’Année

Diese Liste der Nominierungen und Preisträger des „As d’Or – Jeu de l’Année“ enthält die Nominierungen sowie die Preisträger des seit 2006 verliehenen französischen Spielepreises As d’Or – Jeu de l’Année, der 2005 als Fusion aus dem As d’Or und dem Jeu de l’Année entstand. Der Preis wird jährlich von einer Jury auf dem Festival International des Jeux (deutsch Internationales Festival der Spiele) in Cannes bekannt gegen.

## Preisträger und Nominierte
| 2006 • 2007 • 2008 • 2009 • 2010 • 2011 • 2012 • 2013 • 2014 • 2015 • 2016 • 2017 • 2018 • 2019 • 2020 • 2021 • 2022 • 2023 • 2024 • 2024 • 2025 |

| Jahr      | Auszeichnung                                  | Spiel (deutscher Titel)                                                       | Autor                                                                        | Verlag                                     | Illustration | Alter        | Anzahl Spieler | Spieldauer             |
| --------- | --------------------------------------------- | ----------------------------------------------------------------------------- | ---------------------------------------------------------------------------- | ------------------------------------------ | --- | ------------ | -------------- | ---------------------- |
| 2006      | As d’Or – Jeu de l’Année                      | Time’s Up!                                                                    | Peter Sarrett                                                                | Repos Production / R&R Games / Asmodée     | - | ab 12        | 4–12           | 45 Minuten             |
| 2006      | As d’Or – Jeu de l’Année enfant               | Splash Attack (Wo ist Knut?)                                                  | Thierry Chapeau                                                              | Gigamic                                    | Anthony Brazy | ab 05        | 2–4            | 10 Minuten             |
| 2006      | nominiert                                     | Akaba                                                                         | Guido Hoffmann                                                               | HABA                                       | Guido Hoffmann | ab 05        | 2–4            | 20 Minuten             |
| 2006      | nominiert                                     | Bug Bluff (Kakerlakenpoker)                                                   | Jacques Zeimet                                                               | Drei Magier Spiele                         | Rolf Vogt | ab 08        | 2–6            | 15 Minuten             |
| 2006      | nominiert                                     | Diaballik                                                                     | Philippe Lefrançois                                                          | Territoires d’Outre-Mondes                 | Denis Chobelet | ab 08        | 2              | 20 Minuten             |
| 2006      | nominiert                                     | Dungeon Twister                                                               | Christophe Boelinger                                                         | Asmodée                                    | Wayne Reynolds, Thierry Masson                                                                                    | ab 10        | 2              | 60 Minuten             |
| 2006      | nominiert                                     | Les chevaliers de la table ronde (Schatten über Camelot)                      | Bruno Cathala, Serge Laget                                                   | Days of Wonder                             | Julien Delval | ab 10        | 3–7            | 60–90 Minuten          |
| 2006      | nominiert                                     | Manilla (Manila)                                                              | Franz-Benno Delonge                                                          | Zoch / Gigamic                             | Victor Boden | ab 10        | 3–5            | 60 Minuten             |
| 2006      | nominiert                                     | Non Merci (Geschenkt … ist noch zu teuer!)                                    | Thorsten Gimmler                                                             | Gigamic / Amigo                            | - | ab 08        | 3–5            | 20 Minuten             |
| 2006      | nominiert                                     | Puerto Rico                                                                   | Andreas Seyfarth                                                             | Tilsit / Alea                              | Franz Vohwinkel                                                                                                   | ab 12        | 2–5            | 90 Minuten             |
| 2007      | As d’Or – Jeu de l’Année                      | Du Balai! (Flinke Feger)                                                      | Bruno Cathala, Serge Laget                                                   | Asmodée                                    | Stéphane Poinsot                                                                                                  | ab 08        | 2–6            | 30 Minuten             |
| 2007      | As d’Or – Jeu de l’Année enfant               | La Nuit des Magiciens (Nacht der Magier)                                      | Jens-Peter Schliemann, Kirsten Becker                                        | Drei Magier Spiele / Oya                   | Rolf Vogt, Johann Rüttinger                                                                                       | ab 06        | 2–4            | 30 Minuten             |
| 2007      | nominiert                                     | Ca$h'n Gun$                                                                   | Ludovic Maublanc                                                             | Repos Production                           | Gérard Mathieu | ab 10        | 4–6            | 30 Minuten             |
| 2007      | nominiert                                     | Caylus                                                                        | William Attia                                                                | Ystari Games                               | Arnaud Demaegd | ab 12        | 2–5            | 120 Minuten            |
| 2007      | nominiert                                     | Fight! (Brawl)                                                                | James Ernest                                                                 | Eclipse vis Comica                         | Maxime Le François                                                                                                | ab 10        | 2 oder mehr    | 2 Minuten              |
| 2007      | nominiert                                     | La Course des Tortues (Schildkrötenrennen)                                    | Reiner Knizia                                                                | Winning Moves France                       | Rolf Vogt | ab 06        | 2–5            | 20 Minuten             |
| 2007      | nominiert                                     | La traversée du désert (Durch die Wüste)                                      | Reiner Knizia                                                                | Ubik                                       | John Gravato, Scott Nicely, Brian Schomburg                                                                       | ab 12        | 2–5            | 30 Minuten             |
| 2007      | nominiert                                     | Objets Trouvés (Was'n das?)                                                   | Philippe des Pallières                                                       | Asmodée                                    | - | ab 10        | 4–9            | 45 Minuten             |
| 2007      | nominiert                                     | Siam                                                                          | Didier Dhorbait                                                              | Ferti                                      | Arnaud Demaegd | ab 08        | 2              | 15 Minuten             |
| 2007      | nominiert                                     | Vitrail (Durchblick!)                                                         | Dominique Bodin                                                              | Cocktail Games                             | Ségolène de la Gorce                                                                                              | ab 08        | 2–4            | 30 Minuten             |
| 2008      | As d’Or – Jeu de l’Année                      | Marrakech (Suleika)                                                           | Dominique Ehrhard                                                            | Gigamic                                    | Marie Cardouat | ab 06        | 2–4            | 10–20 Minuten          |
| 2008      | As d’Or – Jeu de l’Année enfant               | Les Chevaliers de la Tour (Burg-Ritter)                                       | Christian Tiggemann                                                          | HABA                                       | Ulrike Fischer | ab 05        | 2–4            | 10–15 Minuten          |
| 2008      | As d’Or – Jeu de l’Année Prix Spécial du Jury | Les Princes de Florence (Die Fürsten von Florenz)                             | Wolfgang Kramer, Jens Christopher Ulrich                                     | Ystari Games                               | Eckhardt Freytag, Arnaud Demaegd                                                                                  | ab 12        | 2–5            | 90 Minuten             |
| 2008      | nominiert                                     | Exxit                                                                         | Vincent Everaert                                                             | Jactalea                                   | Claude Leroy | ab 08        | 2              | 15 Minuten             |
| 2008      | nominiert                                     | Kiproko (Wat’n dat!?)                                                         | Claude Weber                                                                 | Interlude / Cocktail Games                 | Arnaud Queré | ab 10        | 4–8            | 30 Minuten             |
| 2008      | nominiert                                     | Les Pêcheurs de Trésors (Die Schatztaucher)                                   | Reiner Knizia                                                                | Schmidt                                    | - | ab 06        | 2–4            | 30–40 Minuten          |
| 2008      | nominiert                                     | Les Piliers de la Terre (Die Säulen der Erde)                                 | Michael Rieneck, Stefan Stadler                                              | Filosofia Editions                         | Michael Menzel | ab 12        | 2–4            | 120 Minuten            |
| 2008      | nominiert                                     | Mr. Jack                                                                      | Bruno Cathala, Ludovic Maublanc                                              | Hurrican Edition                           | Pierô | ab 08        | 2              | 30 Minuten             |
| 2008      | nominiert                                     | Petits meurtres & faits divers (Ein bisschen Mord muss sein)                  | Hervé Marly                                                                  | Asmodée                                    | - | ab 10        | 4–7            | 45 Minuten und länger  |
| 2008      | nominiert                                     | Yspahan                                                                       | Sébastien Pauchon                                                            | Ystari Games                               | Arnaud Demaegd | ab 08        | 3–4            | 50 Minuten             |
| 2009      | As d’Or – Jeu de l’Année                      | Dixit                                                                         | Jean-Louis Roubira                                                           | Libellud                                   | Marie Cardouat | ab 08        | 3–6            | 30 Minuten             |
| 2009      | As d’Or – Jeu de l’Année enfant               | Château Roquefort (Burg Appenzell)                                            | Jens-Peter Schliemann, Bernhard Weber                                        | Zoch / Gigamic                             | Victor Boden | ab 06        | 2–4            | 30 Minuten             |
| 2009      | As d’Or – Jeu de l’Année Prix du Jury         | Agricola                                                                      | Uwe Rosenberg                                                                | Ystari Games                               | Klemens Franz | ab 12        | 1–5            | 30 Minuten pro Spieler |
| 2009      | nominiert                                     | Beppo (Beppo der Bock)                                                        | Klaus Zoch, Peter Schackert                                                  | HUCH! & friends                            | Designers Contor                                                                                                  | ab 05        | 2–4            | 15 Minuten             |
| 2009      | nominiert                                     | Dominion                                                                      | Donald X. Vaccarino                                                          | Filosofia                                  | Matthias Catrein und andere                                                                                       | ab 08        | 2–4            | 30 Minuten             |
| 2009      | nominiert                                     | Jamaica                                                                       | Malcolm Braff, Bruno Cathala, Sébastien Pauchon                              | Gameworks                                  | Mathieu Leyssenne                                                                                                 | ab 08        | 2–6            | 10 Minuten pro Spieler |
| 2009      | nominiert                                     | Kaleidos                                                                      | Spartaco Albertarelli, Elena Prette, Marianna Fulvi                          | Ystari Games / Cocktail Games              | Elena Prette, Marianna Fulvi                                                                                      | ab 10        | 2–12           | 60 Minuten             |
| 2009      | nominiert                                     | Mow                                                                           | Bruno Cathala                                                                | Hurrican Edition                           | Sandra Tagliabue                                                                                                  | ab 07        | 2–5            | 15 Minuten             |
| 2009      | nominiert                                     | Pandémie (Pandemie)                                                           | Matt Leacock                                                                 | Filosofia                                  | Joshua Cappel | ab 10        | 2–4            | 45 Minuten             |
| 2009      | nominiert                                     | Tzaar                                                                         | Kris Burm                                                                    | Smart Games                                | - | ab 08        | 2              | 25 Minuten             |
| 2010      | As d’Or – Jeu de l’Année                      | Identik                                                                       | William P. Jacobson, Amanda A. Kohout                                        | Asmodée                                    | - | ab 08        | 3 oder mehr    | 45 Minuten             |
| 2010      | As d’Or – Jeu de l’Année enfant               | Cache Moutons (Nicht zu fassen)                                               | Frédéric Moyersoen                                                           | Zoch / Gigamic                             | Gabriela Silveira                                                                                                 | ab 06        | 2–4            | 30 Minuten             |
| 2010      | As d’Or – Jeu de l’Année Prix du Jury         | Small World                                                                   | Philippe Keyaerts                                                            | Days of Wonder                             | Miguel Coimbra | ab 08        | 2–5            | 40–80 Minuten          |
| 2010      | nominiert                                     | Battlestar Galactica                                                          | Corey Konieczka                                                              | Edge Entertainment                         | Kevin Childress, Andrew Navaro, Brian Schomberg, Wil Springer                                                     | ab 10        | 3–6            | 2–3 Stunden            |
| 2010      | nominiert                                     | A dos de chameau! (Karawane)                                                  | Hajo Bücken                                                                  | HABA                                       | Gabriela Silveira                                                                                                 | ab 06        | 2–4            | 15–20 Minuten          |
| 2010      | nominiert                                     | Endeavor (Magister Navis)                                                     | Carl de Visser, Jarratt Gray                                                 | Ystari Games                               | Joshua Cappel | ab 12        | 3–5            | 90 Minuten             |
| 2010      | nominiert                                     | Le Havre                                                                      | Uwe Rosenberg                                                                | Ystari Games                               | Klemens Franz | ab 12        | 1–5            |                        |
| 2010      | nominiert                                     | Linq                                                                          | Erik Nielsen, Andrea Meyer                                                   | In ludo Veritas                            | Pierre Lechevalier                                                                                                | ab 10        | 4–8            | 30 Minuten             |
| 2010      | nominiert                                     | Piou Piou                                                                     | Thierry Chapeau                                                              | Djeco                                      | Frédéric Pillot                                                                                                   | ab 05        | 2–5            | 10 Minuten             |
| 2010      | nominiert                                     | Shadow Hunters (Jäger der Nacht)                                              | Yasutaka Ikeda                                                               | Les editions du Matagot                    | Morgil, Gou Ikeda, Hiroyuki Imahori, Hisashi Sawada, Hitoshi Nishio, Kei Kurosaki, Naoki Fukuda, Yosuke Yamaguchi | ab 09        | 4–8            | 20 Minuten             |
| 2010      | nominiert                                     | Tobago                                                                        | Bruce Allen                                                                  | Zoch / Gigamic                             | Victor Boden | ab 10        | 2–4            | 60 Minuten             |
| 2011      | As d’Or – Jeu de l’Année                      | Skull & Roses                                                                 | Hervé Marly                                                                  | Editions Lui-même                          | Rose Kipik | ab 10        | 3–6            | 15–45 Minuten          |
| 2011      | As d’Or – Jeu de l’Année enfant               | SOS Octopus (Kraken-Alarm)                                                    | Oliver Igelhaut                                                              | Filosofia                                  | Michael Menzel | ab 05        | 2–4            | 20 Minuten             |
| 2011      | As d’Or – Jeu de l’Année Prix du Jury         | 7 Wonders                                                                     | Antoine Bauza                                                                | Repos Production                           | Miguel Coimbra | ab 10        | 2–7            | 30 Minuten             |
| 2011      | nominiert                                     | Cyclades                                                                      | Bruno Cathala, Ludovic Maublanc                                              | Matagot                                    | Miguel Coimbra | ab 10        | 2–5            | 90 Minuten             |
| 2011      | nominiert                                     | Djam                                                                          | William Attia                                                                | Asmodée                                    | Bruno Berthier | ab 10        | 2–6            | 15 Minuten             |
| 2011      | nominiert                                     | Fresco (Fresko)                                                               | Marco Ruskowski, Marcel Süßelbeck                                            | Queen Games                                | Oliver Schlemmer                                                                                                  | ab 10        | 2–4            | 60 Minuten             |
| 2011      | nominiert                                     | Qwirkle                                                                       | Susan McKinley Ross                                                          | Iello                                      | - | ab 06        | 2–4            | 30 Minuten             |
| 2011      | nominiert                                     | Razzo Raketo                                                                  | Steffen Bogen                                                                | Selecta Spiel                              | Michael Menzel | ab 05        | 3–6            | 20–30 Minuten          |
| 2011      | nominiert                                     | Troyes                                                                        | Sébastien Dujardin, Xavier Georges, Alain Orban                              | Pearl Games                                | Alexandre Roche                                                                                                   | ab 12        | 2–4            | 90 Minuten             |
| 2011      | nominiert                                     | Water Lily                                                                    | Dominique Ehrhard                                                            | Gameworks                                  | Vincent Dutrait                                                                                                   | ab 07        | 2–4            | 20 Minuten             |
| 2012      | As d’Or – Jeu de l’Année                      | Takenoko                                                                      | Antoine Bauza                                                                | Bombyx / Matagot                           | Yuio, Nicolas Fructus, Joël Van Aerde                                                                             | ab 10        | 2–4            | 60 Minuten             |
| 2012      | As d’Or – Jeu de l’Année enfant               | Rick le Géant (Zwerg Riese)                                                   | Marco Teubner                                                                | HABA                                       | Michael Menzel | ab 06        | 2–4            | 20–25 Minuten          |
| 2012      | As d’Or – Jeu de l’Année Prix du Jury         | Sherlock Holmes détective conseil (Sherlock Holmes Criminal-Cabinet)          | Gary Grady, Suzanne Goldberg, Raymond Edwards                                | Ystari Games                               | Neriac, Arnaud Demaegd                                                                                            | ab 12        | 1–8            | 60–120 Minuten         |
| 2012      | As d’Or – Jeu de l’Année Grand Prix           | Olympos                                                                       | Philippe Keyaerts                                                            | Ystari Games                               | Arnaud Demaegd | ab 12        | 3–5            | 45–90 Minuten          |
| 2012      | nominiert                                     | Cubulus                                                                       | Sylvain Ménager                                                              | Gigamic                                    | Agence Bravo | ab 08        | 2–3            | 20 Minuten             |
| 2012      | nominiert                                     | Fame Us                                                                       | Christophe Hermier                                                           | Moonster Games                             | Ian Parovel | ab 09        | 4–8            | 20 Minuten             |
| 2012      | nominiert                                     | King of Tokyo                                                                 | Richard Garfield                                                             | Iello                                      | Benjamin Raynal                                                                                                   | ab 08        | 2–6            | 30 Minuten             |
| 2012      | nominiert                                     | Les Châteaux de Bourgogne (Die Burgen von Burgund)                            | Stefan Feld                                                                  | Alea/Ravensburger                          | Julien Delval, Harald Lieske                                                                                      | ab 12        | 2–4            | 90–120 Minuten         |
| 2012      | nominiert                                     | Les Demeures de l’épouvante (Villen des Wahnsinns)                            | Corey Konieczka                                                              | Edge Entertainment                         | Christopher Burdett                                                                                               | ab 13        | 2–5            | 180 Minuten            |
| 2012      | nominiert                                     | Pirates!                                                                      | Alain Rivollet                                                               | Djeco                                      | Gwen Keraval | ab 07        | 2–4            | 20 Minuten             |
| 2012      | nominiert                                     | Pyramide d’Animaux – La Grande Aventure (Tier auf Tier – Das große Abenteuer) | Klaus Miltenberger                                                           | HABA                                       | Michael Bayer | ab 05        | 2–4            | 20 Minuten             |
| 2012      | nominiert                                     | Sandwich                                                                      | Christophe Raimbault                                                         | Le Joueur                                  | Maëva Da Silva, Christine Deschamps                                                                               | ab 07        | 3–6            | 15 Minuten             |
| 2012      | nominiert                                     | Tournay                                                                       | Xavier Georges, Sébastien Dujardin, Alain Orban                              | Pearl Games                                | Alexandre Roche                                                                                                   | ab 12        | 2–4            | 30–60 Minuten          |
| 2013      | As d’Or – Jeu de l’Année                      | Andor (Die Legenden von Andor)                                                | Michael Menzel                                                               | Iello                                      | Michael Menzel | ab 10        | 2–4            | 90 Minuten             |
| 2013      | As d’Or – Jeu de l’Année enfant               | Tino Topini (Mausgetrixt)                                                     | Karin Hetling                                                                | Ravensburger                               | Kniff Design | ab 05        | 2–4            | 15 Minuten             |
| 2013      | As d’Or – Jeu de l’Année Grand Prix           | Myrmes                                                                        | Yoann Levet                                                                  | Ystari Games                               | Arnaud Demaegd | ab 13        | 2–4            | 60–120 Minuten         |
| 2013      | As d’Or – Jeu de l’Année Prix du Jury         | Star Wars: X-Wing le jeu de figurines (Star Wars: X-Wing Miniaturen-Spiel)    | Jason Little                                                                 | Edge Entertainment                         | Matt Allsop | ab 14        | 2              | 30–45 Minuten          |
| 2013      | nominiert                                     | Cardline Animaux                                                              | Frédéric Henry                                                               | Asmodee/Bombyx                             | Gaël Lannurien | ab 07        | 2–8            | 15 Minuten             |
| 2013      | nominiert                                     | Croc! (Hai-Alarm!)                                                            | Dave Chalker                                                                 | Bombyx                                     | Xavier Collette, Vincent Poulard                                                                                  | ab 08        | 2–6            | 15 Minuten             |
| 2013      | nominiert                                     | Indigo                                                                        | Reiner Knizia                                                                | Ravensburger                               | Eckhard Freytag, Walter Pepperle                                                                                  | ab 08        | 2–4            | 30 Minuten             |
| 2013      | nominiert                                     | Merlin Zinzin                                                                 | Annick Lobet                                                                 | Fragames/Blackrock Editions                | Stan & Vince | ab 07        | 2–6            | 15 Minuten             |
| 2013      | nominiert                                     | Mito (Mogel Motte)                                                            | Emely Brand, Lukas Brand                                                     | Gigamic/Drei Magier Spiele                 | Rolf Vogt | ab 07        | 3–5            | 15 Minuten             |
| 2013      | nominiert                                     | Seasons                                                                       | Régis Bonnessée                                                              | Libellud                                   | Xavier Gueniffey Durin                                                                                            | ab 14        | 2–4            | 60 Minuten             |
| 2013      | nominiert                                     | Strike                                                                        | Dieter Nüssle                                                                | Ravensburger                               | Franz Vohwinkel                                                                                                   | ab 06        | 2–5            | 15 Minuten             |
| 2013      | nominiert                                     | Zombicide                                                                     | Jean-Baptiste Lullien, Nicolas Raoult, Raphaël Guiton                        | Edge Entertainment, Guillotine Games       | Eric Nouhaut, Nicolas Fructus, Édouard Guiton, Mathieu Harlaut                                                    | ab 14        | 1–6            | 45–120 Minuten         |
| 2014      | As d’Or – Jeu de l’Année                      | Concept                                                                       | Alain Rivollet, Gaëtan Beaujannot                                            | Repos production\|Asmodée                  | Cédric Chevalier, Eric Azagury                                                                                    | ab 10        | 4–12           | 40 Minuten             |
| 2014      | As d’Or – Jeu de l’Année enfant               | Riff Raff                                                                     | Christoph Cantzler                                                           | Zoch Verlag                                | Michael Menzel | ab 08        | 2–4            | 20 Minuten             |
| 2014      | As d’Or – Jeu de l’Année Grand Prix           | Bruxelles 1893                                                                | Estienne Espreman                                                            | Pearl Games                                | Alexandre Roche                                                                                                   | ab 14        | 2–5            | 120 Minuten            |
| 2014      | As d’Or – Jeu de l’Année Prix du Jury         | Les Bâtisseurs: Moyen-Âge (Die Baumeister: Mittelalter)                       | Frédéric Henry                                                               | Bombyx                                     | Sabrina Miramon                                                                                                   | ab 10        | 2–4            | 30 Minuten             |
| 2014      | nominiert                                     | Mascarade                                                                     | Bruno Faidutti                                                               | Repos Production                           | Jérémy Masson | ab 10        | 5–12           | 30 Minuten             |
| 2014      | nominiert                                     | Panic Cafard (Kakerlakak)                                                     | Peter-Paul Joopen                                                            | Ravensburger                               | Janos Jantner, Maximilian Jasionowski                                                                             | ab 06        | 2–4            | 15–20 Minuten          |
| 2014      | nominiert                                     | Crazy Time                                                                    | Alex Putfin                                                                  | In ludo veritas                            | David Boniffacy                                                                                                   | ab 12        | 4–7            | 30 Minuten             |
| 2014      | nominiert                                     | Les Trois Petits Cochons (Märchen & Spiele: Die drei kleinen Schweinchen)     | Laurent Pouchain                                                             | Iello                                      | Xavier Collette                                                                                                   | ab 07        | 2–5            | 20 Minuten             |
| 2014      | nominiert                                     | Augustus                                                                      | Paolo Mori                                                                   | Hurrican                                   | Vincent Dutrait                                                                                                   | ab 08        | 2–6            | 30 Minuten             |
| 2014      | nominiert                                     | Koryŏ                                                                         | Gun-Hee Kim                                                                  | Moonster Games                             | Stéphane Gantiez, Ian Parovel                                                                                     | ab 14        | 2–4            | 15 Minuten             |
| 2014      | nominiert                                     | Krosmaster: Arena                                                             | Murat Célébi, Nicolas Degouy                                                 | Ankama                                     | Édouard Guiton, Alexandre Papet                                                                                   | ab 14        | 2–4            | 60 Minuten             |
| 2014      | nominiert                                     | Lewis & Clark: The Expedition (Lewis & Clark: Die Expedition)                 | Cédrick Chaboussit                                                           | Ludonaute                                  | Vincent Dutrait                                                                                                   | ab 14        | 1–5            | 120 Minuten            |
| 2014      | nominiert                                     | Love Letter                                                                   | Seiji Kanai                                                                  | Filosofia Éditions                         | Andrew Hepworth u. a.                                                                                             | ab 10        | 2–4            | 20 Minuten             |
| 2014      | nominiert                                     | Mice and Mystics (Maus und Mystik)                                            | Jerry Hawthorne                                                              | Filosofia Éditions                         | John Ariosa, David Richards                                                                                       | ab 07        | 1–4            | 120 Minuten            |
| 2015      | As d’Or – Jeu de l’Année                      | Colt Express                                                                  | Christophe Raimbault                                                         | Ludonaute                                  | Jordi Valbuena | ab 10        | 2–6            | 40 Minuten             |
| 2015      | As d’Or – Jeu de l’Année enfant               | La chasse aux Gigamons                                                        | Karim Aouidad, Johann Roussel                                                | Elemon Games                               | Marie-Anne Bonneterre                                                                                             | ab 05        | 2–4            | 15 Minuten             |
| 2015      | As d’Or – Jeu de l’Année Grand Prix           | Five Tribes                                                                   | Bruno Cathala                                                                | Days of Wonder                             | Clément Masson | ab 12        | 2–4            | 80 Minuten             |
| 2015      | As d’Or – Jeu de l’Année Prix du Jury         | Loony Quest                                                                   | David Franck, Laurent Escoffier                                              | Libellud                                   | Paul Mafayon | ab 08        | 2–5            | 20 Minuten             |
| 2015      | nominiert                                     | Abyss                                                                         | Bruno Cathala, Charles Chevallier                                            | Bombyx                                     | Xavier Collette                                                                                                   | ab 14        | 2–4            | 45 Minuten             |
| 2015      | nominiert                                     | Dead of Winter (Winter der Toten)                                             | Isaac Vega, Jon Gilmour                                                      | Filosofia Éditions                         | Fernanda Suarez                                                                                                   | ab 14        | 2–5            | 90 Minuten             |
| 2015      | nominiert                                     | Héros à Louer (Seventh Hero)                                                  | Yasushi Kuroda                                                               | Iello                                      | Biboun | ab 10        | 3–5            | 30 Minuten             |
| 2015      | nominiert                                     | Le Lièvre et la Tortue (Schildkröte und Hase)                                 | Gary Kim                                                                     | Purple Brain Creations                     | Mathieu Leyssenne                                                                                                 | ab 07        | 2–5            | 20 Minuten             |
| 2015      | nominiert                                     | Minivilles (Machi Koro)                                                       | Masao Suganuma                                                               | Moonster Games                             | Noboru Hotta | ab 07        | 2–4            | 20 Minuten             |
| 2015      | nominiert                                     | Parade                                                                        | Naoki Homma                                                                  | Filosofia Éditions                         | Philippe Guérin, Chris Quilliams                                                                                  | ab 06        | 2–6            | 60 Minuten             |
| 2015      | nominiert                                     | Perlin Pinpin (Sleeping Queens)                                               | Miranda Evarts                                                               | Cocktail Games                             | Jimmy Pickering                                                                                                   | ab 06        | 2–5            | 10 Minuten             |
| 2015      | nominiert                                     | Splendor                                                                      | Marc André                                                                   | Space Cowboys                              | Pascal Quidault                                                                                                   | ab 10        | 2–4            | 10 Minuten             |
| 2016      | As d’Or – Jeu de l’Année                      | Mysterium                                                                     | Oleksandr Nevskiy, Oleg Sidorenko                                            | Libellud                                   | Mariusz Gandzel, Xavier Collette, Igor Burlakov                                                                   | ab 10 Jahren | 2–7            | 45 Minuten             |
| 2016      | As d’Or – Jeu de l’Année enfant               | Maître Renard (Ausgefuchste Meisterdiebe)                                     | Frédéric Vuagna                                                              | Superlude                                  | Catell-Ruz | ab 07 Jahren | 2–4            | 20 Minuten             |
| 2016      | As d’Or – Jeu de l’Année Grand Prix Expert    | Pandemic Legacy Season 1                                                      | Matt Leacock, Rob Daviau                                                     | Filosofia                                  | Chris Quilliams                                                                                                   | ab 13 Jahren | 2–4            | 60 Minuten             |
| 2016      | nominiert                                     | Qui Paire Gagne                                                               | Stephen Glenn                                                                | Le Scorpion Masqué, Iello                  | Jessica Lindsay                                                                                                   | ab 12        | 3–8            | 45 Minuten             |
| 2016      | nominiert                                     | Mafia de Cuba                                                                 | Philippe des Pallières / Loïc Lamy                                           | Asmodee, Lui-Même                          | Thomas Vuarchex                                                                                                   | ab 10        | 6–12           | 10–20 Minuten          |
| 2016      | nominiert                                     | Le jeu aux mille titres                                                       | Pampuk                                                                       | Oya                                        | Inti Ansa | ab 05 Jahren | 2–6            | 15 bis 20 Minuten      |
| 2016      | nominiert                                     | Animal Mystère                                                                | Emely Brand                                                                  | Haba                                       | Thies Schwarz | ab 06 Jahren | 3–6            | 10 bis 15 Minuten      |
| 2016      | nominiert                                     | T.I.M.E Stories                                                               | Manuel Rozoy                                                                 | Space Cowboys                              | Benjamin Carré, David Lecossu, Pascal Quidault                                                                    | ab 12        | 2–4            | 90 Minuten             |
| 2016      | nominiert                                     | 7 Wonders Duel                                                                | Antoine Bauza, Bruno Cathala                                                 | Repos Production                           | Miguel Coimbra | ab 10        | 2              | 30 Minuten             |
| 2017      | As d’Or – Jeu de l’Année                      | Unlock!                                                                       | Cyril Demaegd, Thomas Cauët, Alice Carroll                                   | Space Cowboys                              | Arnaud Demaegd, Pierre Santamaria, Legruth, Florian de Gesinco                                                    | ab 10 Jahren | 2–6            | 45 bis 75 Minuten      |
| 2017      | As d’Or – Jeu de l’Année enfant               | Kikou le coucou (Zum Kuckuck)                                                 | Josep Maria Allué, Viktor Baulista i Roca                                    | Haba                                       | Gabriela Silveira                                                                                                 | ab 04 Jahren | 2–5            | 10 bis 15 Minuten      |
| 2017      | As d’Or – Jeu de l’Année Grand Prix Expert    | Scythe                                                                        | Jamey Stegmaier                                                              | Matagot                                    | Jakub Różalski | ab 14 Jahren | 1–5            | 90 bis 115 Minuten     |
| 2017      | nominiert                                     | Kingdomino                                                                    | Bruno Cathala                                                                | Bleue Orange                               | Cyril Bouquet | ab 08 Jahren | 2–4            | 15 Minuten             |
| 2017      | nominiert                                     | Imagine                                                                       | Shintaro Ono, Shingo Fujita, Motoyuki Ohki, Hiromi Oikawa, Shotaro Nakashima | Cocktail Games, Moonster Games Asia        | Shintaro Ono, Laura Michaud                                                                                       | ab 12 Jahren | 3–8            | 15 bis 30 Minuten      |
| 2017      | nominiert                                     | Codenames                                                                     | Vlaada Chvátil                                                               | Iello                                      | Tomáš Kucerovsky                                                                                                  | ab 14 Jahren | 2–8            | 15 Minuten             |
| 2017      | nominiert                                     | L’age de pierre junior (Stone Age junior)                                     | Marco Teubner                                                                | Filosofia                                  | Michael Menzel | ab 05 Jahren | 2–4            | 15 Minuten             |
| 2017      | nominiert                                     | Animouv                                                                       | Martin Nedergaard Andersen                                                   | Djeco                                      | Philip Giordano                                                                                                   | ab 07 Jahren | 2–4            | 15 bis 20 Minuten      |
| 2017      | nominiert                                     | Star Realms                                                                   | Robert Dougherty, Darwin Kastle                                              | disribué                                   | Vito Gesualdi | ab 12 Jahren | 2              | 20 Minuten             |
| 2017      | nominiert                                     | Conan                                                                         | Fred Henry                                                                   | Monolith                                   | Adrian Smith, Georges Cl4renko                                                                                    | ab 14 Jahren | 2–5            | 90 Minuten             |
| 2018      | As d’Or – Jeu de l’Année                      | Azul                                                                          | Michael Kiesling                                                             | Plan B Games                               | Chris Quilliams                                                                                                   | ab 08 Jahren | 2–4            | 30–45 Minuten          |
| 2018      | As d’Or – Jeu de l’Année enfant               | Nom d’un Renard                                                               | Marisa Peña, Shanon Lyon, Colt Tipton-Johnson                                | Game Factory                               | Mélanie Grandgirard                                                                                               | ab 05 Jahren | 2–4            | 20 Minuten             |
| 2018      | As d’Or – Jeu de l’Année Grand Prix Expert    | Terraforming Mars                                                             | Jacob Fryxelius                                                              | Intrafin                                   | Isaac Fryxelius                                                                                                   | ab 12 Jahren | 1–5            | 120 Minuten            |
| 2018      | nominiert                                     | Dice Forge                                                                    | Régis Bonnessée                                                              | Libellud                                   | Biboun | ab 10 Jahren | 2–4            | 45 Minuten             |
| 2018      | nominiert                                     | Flamme Rouge                                                                  | Asser Sams Granerud                                                          | Gigamic, Lautapelit                        | Jere Kasanen, Ossi Hiekkala                                                                                       | ab 08 Jahren | 2–4            | 30 bis 45 Minuten      |
| 2018      | nominiert                                     | Twin it!                                                                      | Nathalie Saunier, Rémi Saunier, Tom Vuarchex                                 | Cocktail Games                             | Tom Vuarchex | ab 06 Jahren | 2–6            | 05 bis 10 Minuten      |
| 2018      | nominiert                                     | Booum! (Boom, Bang, Gold)                                                     | Alexandre Emerit                                                             | Haba                                       | Timo Grubing | ab 07 Jahren | 2–4            | 20 Minuten             |
| 2018      | nominiert                                     | Horreur a Arkham: Le Jeu de cartes (Arkham Horror: Das Kartenspiel)           | Nate French, Matthew Newman                                                  | Fantasy Flight Games                       | Bazàn Lazcano | ab 14 Jahren | 1–2            | 60 bis 120 Minuten     |
| 2018      | nominiert                                     | Perlatette (Kullerhexe)                                                       | Marco Teubner                                                                | Gigamic, Drei Magier Spiele                | Rolf Vogt | ab 06 Jahren | 2–5            | 10 bis 20 Minuten      |
| 2018      | nominiert                                     | Great Western (Great Western Trail)                                           | Alexander Pfister                                                            | Eggertspiel, Gigamic                       | Andreas Resch | ab 12 Jahren | 1–4            | 75 bis 150 Minuten     |
| 2019      | As d’Or – Jeu de l’Année                      | The Mind                                                                      | Wolfgang Warsch                                                              | Oya                                        | Oliver Freudenreich                                                                                               | ab 08 Jahren | 2–4            | 15 Minuten             |
| 2019      | As d’Or – Jeu de l’Année enfant               | Mr. Wolf                                                                      | Marie Fort, Wilfried Fort                                                    | Blue Orange                                | Gaëlle Picard | ab 04 Jahren | 1–4            | 10 Minuten             |
| 2019      | As d’Or – Jeu de l’Année Grand Prix Expert    | Detective                                                                     | Ignacy Trzewiczek, Przemysław Rymer, Jakub Łapot                             | Iello                                      | Aga Jakimiec, Rafał Szyma                                                                                         | ab 16 Jahren | 1–5            | 120 bis 180 Minuten    |
| 2019      | nominiert                                     | L'île au Trésor (Treasure Island)                                             | Marc Paquien                                                                 | Maragot                                    | Vincent Dutrait, Sabrina Tobal                                                                                    | ab 10 Jahren | 2–5            | 45 Minuten             |
| 2019      | nominiert                                     | Solenia                                                                       | Sébastien Dujardin                                                           | Pearl Games                                | Vincent Dutrait                                                                                                   | ab 10 Jahren | 1–4            | 30 bis 45 Minuten      |
| 2019      | nominiert                                     | Shadows Amsterdam                                                             | Mathieu Aubert                                                               | Libellud                                   | M81 Studio, Libellud                                                                                              | ab 10 Jahren | 2–8            | 20 Minuten             |
| 2019      | nominiert                                     | Kikafé? (Krasse Kacke)                                                        | Jonathan Favre-Godal                                                         | Blue Orange                                | Stivo | ab 06 Jahren | 3–6            | 15 Minuten             |
| 2019      | nominiert                                     | Le monstre des couleurs (Das Farbenmonster)                                   | Dani Gomez, Josep Maria Allué                                                | Purple Brain                               | Anna Llenas | ab 03 Jahren | 2–5            | 25 Minuten             |
| 2019      | nominiert                                     | Zombie Kidz Évolution (Zombie Kidz Evolution)                                 | Annick Lobe                                                                  | Scorpion Masqué                            | Nikao | ab 07 Jahren | 2–4            | 05 bis 15 Minuten      |
| 2019      | nominiert                                     | Spirit Island                                                                 | R. Eric Reuss                                                                | Intrafin Games                             | Jason Behnke | ab 13 Jahren | 1–4            | 90 bis 120 Minuten     |
| 2019      | nominiert                                     | Keyforge                                                                      | Richard Garfield                                                             | Fantasy Flight Games                       | diverse | ab 14 Jahren | 2              | 15 bis 45 Minuten      |
| 2020      | As d’Or – Jeu de l’Année                      | Oriflamme                                                                     | Adrien Hesling, Axel Heslingh                                                | Studio H, Gigamec                          | Tomasz Jedruszek                                                                                                  | ab 10 Jahren | 3–5            | 15 bis 30 Minuten      |
| 2020      | As d’Or – Jeu de l’Année enfant               | Attrape Rêves (Traumfänger)                                                   | Laurent Escoffier, David Franck                                              | Space Cow, Asmodee                         | Maud Chalmel | ab 04 Jahren | 2–4            | 15 Minuten             |
| 2020      | As d’Or – Jeu de l’Année Grand Prix Expert    | Res Arcana                                                                    | Thomas Lehmann                                                               | Sand Castle Games, Asmodee                 | Julien Delval | ab 12 Jahren | 2–4            | 10 bis 60 Minuten      |
| 2020      | nominiert                                     | Draftosaurus                                                                  | Antoine Bauza, Corentin Lebrat, Ludovic Maublanc, Théo Rivière               | Board Game Box                             | Jiahui Eva Gao, Roman Kucharski, Vipin Alex Jacob                                                                 | ab 08        | 2–5            | 15 Minuten             |
| 2020      | nominiert                                     | Fiesta De Los Muertos                                                         | Antonin Boccara                                                              | OldChap Editions                           | Margo Renard, Michel Verdu                                                                                        | ab 12        | 4–8            | 15 Minuten             |
| 2020      | nominiert                                     | Little Town                                                                   | Shun Taguchi, Aya Taguchi                                                    | Iello                                      | Makoto Takami, Sabrina Miramon, Aya Taguchi                                                                       | ab 10        | 2–4            | 30 bis 60 Minuten      |
| 2020      | nominiert                                     | Gloomhaven                                                                    | Isaac Childres                                                               | Feuerland Spiele                           | Makoto Takami, Sabrina Miramon, Aya Taguchi                                                                       | ab 14        | 1–4            | 60 bis 120 Minuten     |
| 2020      | nominiert                                     | It’s a Wonderful World                                                        | Frederic Guerard                                                             | Lucky Duck Games                           | Anthony Wolff | ab 14        | 1–5            | 30 bis 60 Minuten      |
| 2020      | nominiert                                     | Root                                                                          | Cole Wehrle                                                                  | Leder Games                                | Kyle Ferrin | ab 10        | 2–4            | 60 bis 90 Minuten      |
| 2020      | nominiert                                     | La vallée des vikings (Tal der Wikinger)                                      | Marie Fort, Wilfried Fort                                                    | Haba                                       | Maximilian Meinzold                                                                                               | ab 06        | 2–4            | 15 bis 20 Minuten      |
| 2020      | nominiert                                     | Speedy Roll                                                                   | Urtis Šulinskas                                                              | Haba                                       | Irina Pechenkina                                                                                                  | ab 04        | 1–4            | 20 bis 25 Minuten      |
| 2020      | nominiert                                     | Yum Yum Island                                                                | Laurent Escoffier                                                            | Space Cow                                  | Julien Loïs | ab 06        | 2–5            | 20 Minuten             |
| 2021      | As d’Or – Jeu de l’Année                      | MicroMacro: Crime City                                                        | Johannes Sich                                                                | Edition Spielwiese, Blackrock Games        | Hard Boiled Games                                                                                                 | ab 10        | 1–4            | 15–45 Minuten          |
| 2021      | As d’Or – Jeu de l’Année enfant               | Dragomino                                                                     | Bruno Cathala, Marie Fort, Wilfried Fort                                     | Blue Orange, Blackrock Games               | Maëva Da Silva, Christine Deschamps                                                                               | ab 05        | 2–4            | 15 Minuten             |
| 2021      | As d’Or – Jeu de l’Année expert               | The Crew (Die Crew)                                                           | Thomas Sing                                                                  | Iello                                      | Marco Armbruster                                                                                                  | ab 10        | 2–5            | 20 Minuten             |
| 2021      | nominiert                                     | Carro Combo (Krass Kariert)                                                   | Katja Stremmel                                                               | Gigamic                                    | n. a. | ab 10        | 3–5            | 30 Minuten             |
| 2021      | nominiert                                     | Ghost Adventure                                                               | Wlad Watine                                                                  | Gigamic                                    | Jules Dubost, Yann Valeani                                                                                        | ab 08        | 1–4            | 15–30 Minuten          |
| 2021      | nominiert                                     | Top Ten                                                                       | Aurélien Picolet                                                             | Cocktail Games, Asmodee                    | | ab 14        | 4–9            | 30 Minuten             |
| 2021      | nominiert                                     | Détective Charlie                                                             | Théo Rivière, Fées Hilares                                                   | Loki, Iello                                | Piper Thibodeau                                                                                                   | ab 07        | 1–5            | 25 Minuten             |
| 2021      | nominiert                                     | Kraken Attack!                                                                | Antoine Bauza, Esteban Bauza                                                 | Loki, Iello                                | BeTowers | ab 07        | 1–4            | 25 Minuten             |
| 2021      | nominiert                                     | La Maison des Souris                                                          | Théo Rivière, Élodie Clément                                                 | Gigamic                                    | Jonathan Aucomte                                                                                                  | ab 05        | 2–6            | 20 Minuten             |
| 2021      | nominiert                                     | Le Dilemme du Roi (The King’s Dilemma)                                        | Hjalmar Hach, Lorenzo Silva                                                  | Iello                                      | Giorgio Baroni, Giulia Ghigini                                                                                    | ab 14        | 3–5            | 45–60 Minuten          |
| 2021      | nominiert                                     | Paleo                                                                         | Peter Rustemeyer                                                             | Hans im Glück Verlag, Z-Man Games, Asmodee | Dominik Mayer | ab 10        | 1–4            | 45–60 Minuten          |
| 2021      | nominiert                                     | Tainted Grail                                                                 | Krzystof Piskorski, Marcin Swierkot                                          | Awaken Realms, Asmodee                     | Ewa Labak, Piotr Foksowicz, Piotr Gacek                                                                           | ab 14        | 1–4            | 60–120 Minuten         |
| 2022      | As d’Or – Jeu de l’Année                      | 7 Wonders: Architects                                                         | Antoine Bauza                                                                | Repos Production                           | Etienne Hebinger                                                                                                  | ab 08        | 2–7            | 25 Minuten             |
| 2022      | As d’Or – Jeu de l’Année enfant               | Bubble Stories                                                                | Matthew Dunstan                                                              | Blue Orange                                | Simon Douchy | ab 04        | 1–2            | 10 Minuten             |
| 2022      | As d’Or – Jeu de l’Année expert               | Dune: Imperium                                                                | paul Dennen                                                                  | Lucky Duck Games                           | Clay Brooks, Raul Ramos, Nate Storm                                                                               | ab 16        | 1–4            | 60–120 Minuten         |
| 2022      | As d’Or – Jeu de l’Année initié               | Living Forest                                                                 | Aske Christiansen                                                            | Ludonaute                                  | Apolline Etienne                                                                                                  | ab 10        | 1–4            | 40 Minuten             |
| 2022      | nominiert                                     | Cartaventura: Lhasa                                                           | Thomas Dupont, Arnaud Ladagnous                                              | Kosmos Spiele                              | Guillaume Bernon, Jeanne Landart                                                                                  | ab 10        | 1–6            | 45 Minuten             |
| 2022      | nominiert                                     | Happy City                                                                    | Airu Sato, Toshiki Sato                                                      | Cocktail Games                             | Makoto Takami | ab 10        | 2–5            | 20–30 Minuten          |
| 2022      | nominiert                                     | IKI                                                                           | Koota Yamada                                                                 | Sorry we are French                        | Dommiy, David Sitbon, Koota Yamada                                                                                | ab 14        | 2–4            | 60–90 Minuten          |
| 2022      | nominiert                                     | Les Ruines Perdues de Narak (Die verlorenen Ruinen von Arnak)                 | Michaela Štachová, Michal Štach                                              | Czech Games Edition                        | Jakub Politzer, František Sedláček, Jiří Kůs, Ondřej Hrdina                                                       | ab 12        | 1–4            | 60–120 Minuten         |
| 2022      | nominiert                                     | Nouvelles ContRées                                                            | Germain Winzenschtark                                                        | Olibrius Editions                          | Jeanne Landart | ab 10        | 2–6            | 60 Minuten             |
| 2022      | nominiert                                     | Oltréé                                                                        | Antoine Bauza                                                                | Board Game Box                             | Vincent Dutrait                                                                                                   | ab 08        | 2–4            | 60–120 Minuten         |
| 2022      | nominiert                                     | My First Castle Panic                                                         | Justin DeWitt                                                                | Space Cow                                  | Cam Kendell | ab 04        | 1–4            | 20 Minuten             |
| nominiert | Pin Pon!                                      | Julie Bregeot                                                                 | Djeco                                                                        | Linzie Hunter                              | ab 03 | 2–4          | 15 Minuten     |                        |
| 2023      | As d’Or – Jeu de l’Année                      | Akropolis                                                                     | Jules Messaud                                                                | Kobold Spieleverlag                        | Pauline Detraz | ab 08        | 2–4            | 20–30 Minuten          |
| 2023      | As d’Or – Jeu de l’Année enfant               | Flashback: Zombie Kidz                                                        | Baptiste Derrez, Marc-Antoine Doyon                                          | Le Scorpion Masque                         | Laure de Chateaubourg, Jennifer Mati, Michel Verdu                                                                | ab 07        | 1–4            | 30 Minuten             |
| 2023      | As d’Or – Jeu de l’Année expert               | Ark Nova (Arche Nova)                                                         | Matthias Wigge                                                               | Feuerland Spiele                           | Steffen Bieker, Loïc Billiau, Dennis Lohausen, Christof Tisch                                                     | ab 14        | 1–4            | 90–150 Minuten         |
| 2023      | As d’Or – Jeu de l’Année initié               | Challengers!                                                                  | Johannes Krenner, Markus Slawitscheck                                        | Z-Man Games                                | Jeff Harvey | ab 08        | 1–8            | 45 Minuten             |
| 2023      | nominiert                                     | District Noir                                                                 | Nobutake Dogen, Nao Shimamura                                                | Spiral Editions                            | Przemysław Fornal, Vincent Roché, Hinami Tsukuda                                                                  | ab 10        | 2              | 10–20 Minuten          |
| 2023      | nominiert                                     | That’s not a Hat                                                              | Kaspar Lapp                                                                  | Ravensburger                               | | ab 08        | 3–8            | 15 Minuten             |
| 2023      | nominiert                                     | Carnegie                                                                      | Xavier Georges                                                               | Quined Games                               | Ian O’Toole | ab 12        | 1–4            | 90–120 Minuten         |
| 2023      | nominiert                                     | Alice is Missing                                                              | Spenser Starke                                                               | Renegade Game Studios                      | |              |                |                        |
| 2023      | nominiert                                     | Turing Machine                                                                | Fabien Gridel, Yoann Levet                                                   | Huch!                                      | Sébastien Bizos                                                                                                   | ab 14        | 1–4            | 20 Minuten             |
| 2023      | nominiert                                     | La Planches des Pirates                                                       | Benoit Turpin, Florian Sirieix                                               | The Flying Games                           | |              |                |                        |
| 2023      | nominiert                                     | La Colline aux Feux Follets (Zauberberg)                                      | Jens-Peter Schliemann, Bernhard Weber                                        | Amigo                                      | Annette Nora Kara                                                                                                 | ab 05        | 1–6            | 15 Minuten             |
| 2024      | As d’Or – Jeu de l’Année                      | Trio                                                                          | Kaya Miyano                                                                  | Cocktail Games                             | Laura Michaud, Sai Beppu                                                                                          | ab 06        | 3–6            | 15 Minuten             |
| 2024      | As d’Or – Jeu de l’Année enfant               | Puzzle Adventure                                                              | Antonin Boccarra, Romaric Gallonier                                          | Gameflow                                   | Arnauld Boutle |              |                |                        |
| 2024      | As d’Or – Jeu de l’Année expert               | La Famiglia: The Great Mafia War                                              | Maximilian Maria Thiel                                                       | Super Meeple                               | Weberson Santiago                                                                                                 | ab 16        | 4              | 120–180 Minuten        |
| 2024      | As d’Or – Jeu de l’Année initié               | Faraway                                                                       | Johannes Goupy, Corentin Lebrat                                              | Catch Up Games                             | Maxime Morin | ab 10        | 2–6            | 15–30 Minuten          |
| 2024      | nominiert                                     | Sur les Traces de Darwin (Auf den Wegen von Darwin)                           | Grégory Grard, Matthieu Verdier                                              | Sorry We Are French                        | Maud Briand, David Sitbon                                                                                         | ab 10        | 2–5            | 20–30 Minuten          |
| 2024      | nominiert                                     | Perfect Words                                                                 | Paul-Henri Argiot                                                            | TIKI Editions                              | Christine Alcouffe                                                                                                | ab 10        | 2–6            | 15–30 Minuten          |
| 2024      | nominiert                                     | Morris le Dodo                                                                | Emilie Soleil, Jérôme Soleil                                                 | Blue Orange Games                          | Gyom | ab 03        | 2–4            | 15 Minuten             |
| 2024      | nominiert                                     | Super Miaou (Super Miau)                                                      | Guillaume Desportes                                                          | Space Cow                                  | Olivier Desportes                                                                                                 | ab 06        | 2–4            | 15 Minuten             |
| 2024      | nominiert                                     | Eila et l'Eclat de la Montagne (Eila und das glitzernde Etwas)                | Jeffrey CCH                                                                  | ICE Makes                                  | Roxy Dai | ab 12        | 1              | 30–45 Minuten          |
| 2024      | nominiert                                     | Cat in the Box                                                                | Muneyuki Yokouchi                                                            | Matagot                                    | Osamu Inoue | ab 13        | 2–5            | 20–40 Minuten          |
| 2024      | nominiert                                     | Le Château Blanc (Die Weiße Burg)                                             | Isra C., Shei S.                                                             | Devir                                      | Joan Guardiet | ab 12        | 1–4            | 80 Minuten             |
| 2024      | nominiert                                     | Darwin's Journey                                                              | Simone Luciani, Nestore Mangone                                              | ThunderGryph Games                         | Paolo Voto | ab 14        | 1–4            | 60–120 Minuten         |
| 2025      | As d’Or – Jeu de l’Année                      | Odin                                                                          | Yohan Goh, Hope S. Hwang, Gary Kim                                           | Helvetiq                                   | Crocotame | ab 07        | 2–6            | 15 Minuten             |
| 2025      | As d’Or – Jeu de l’Année enfant               | Operation Noisettes                                                           | Jérôme Soleil, Emilie Soleil                                                 | Auzou                                      | Marko Renko |              |                |                        |
| 2025      | As d’Or – Jeu de l’Année initié               | Behind                                                                        | Cédric Millet                                                                | KYF Edition                                | Maud Chalmel, Pierô, Martin Vidberg                                                                               | n. a.        | 1–99           | 45–90 Minuten          |
| 2025      | As d’Or – Jeu de l’Année expert               | Kutná Hora: La cité de l'argent (Kutná Hora: Stadt des Silbers)               | Ondřej Bystroň, Petr Čáslava, Pavel Jarosch                                  | Czech Games Edition (CGE)                  | Roman Bednář, Štěpán Drašťák, Dávid Jablonovský, Jakub Politzer, Milan Vavroň                                     | ab 13        | 2–4            | 60–120 Minuten         |
| 2025      | As d’Or – Jeu de l’Année – nominiert          | Captain Flip                                                                  | Remo Conzadori, Paolo Mori                                                   | PlayPunk                                   | Jonathan Aucomte                                                                                                  | ab 08        | 2–5            | 20 Minuten             |
| 2025      | As d’Or – Jeu de l’Année – nominiert          | For a Crown (Für die Krone)                                                   | Maxime Rambourg                                                              | Repos Production                           | Paul Mafayon | ab 08        | 2–5            | 30–45 Minuten          |
| 2025      | As d’Or – Jeu de l’Année enfant – nominiert   | Les Éclairtout                                                                | Hjalmar Hach, Lorenzo Silva                                                  | Horrible Guild                             | Giulia Ghigini | ab 05        | 1–5            | 15 Minuten             |
| 2025      | As d’Or – Jeu de l’Année enfant – nominiert   | Mimose & Sam et le Voleur de Fruits                                           | Thomas Dagenais-Lespérance                                                   | Locomuse studio                            | Cathon | ab 05        | 2–4            | 15–20 Minuten          |
| 2025      | As d’Or – Jeu de l’Année initié – nominiert   | Harmonies                                                                     | Johan Benvenuto                                                              | Libellud                                   | Maëva da Silva | ab 10        | 1–4            | 30–45 Minuten          |
| 2025      | As d’Or – Jeu de l’Année initié – nominiert   | Kronologic Paris 1920 (Kronologic: Paris 1920)                                | Fabien Gridel, Yoann Levet                                                   | Origames, Super Meeple                     | Arch Apolar, Yann Valéani                                                                                         | ab 10        | 1–4            | 30 Minuten             |
| 2025      | As d’Or – Jeu de l’Année expert – nominiert   | Daybreak (e-Mission)                                                          | Matt Leacock, Matteo Menapace                                                | CMYK                                       | Mads Berg | ab 10        | 1–4            | 60–120 Minuten         |
| 2025      | As d’Or – Jeu de l’Année expert – nominiert   | Sankoré: The Pride of Mansa Musa (Sankoré: Der Stolz des Mansa Musa)          | Mandela Fernandez-Grandon, Fabio Lopiano                                     | Osprey Games                               | Ian O'Toole | ab 14        | 1–4            | 150–180 Minuten        |